# Reed Diamond

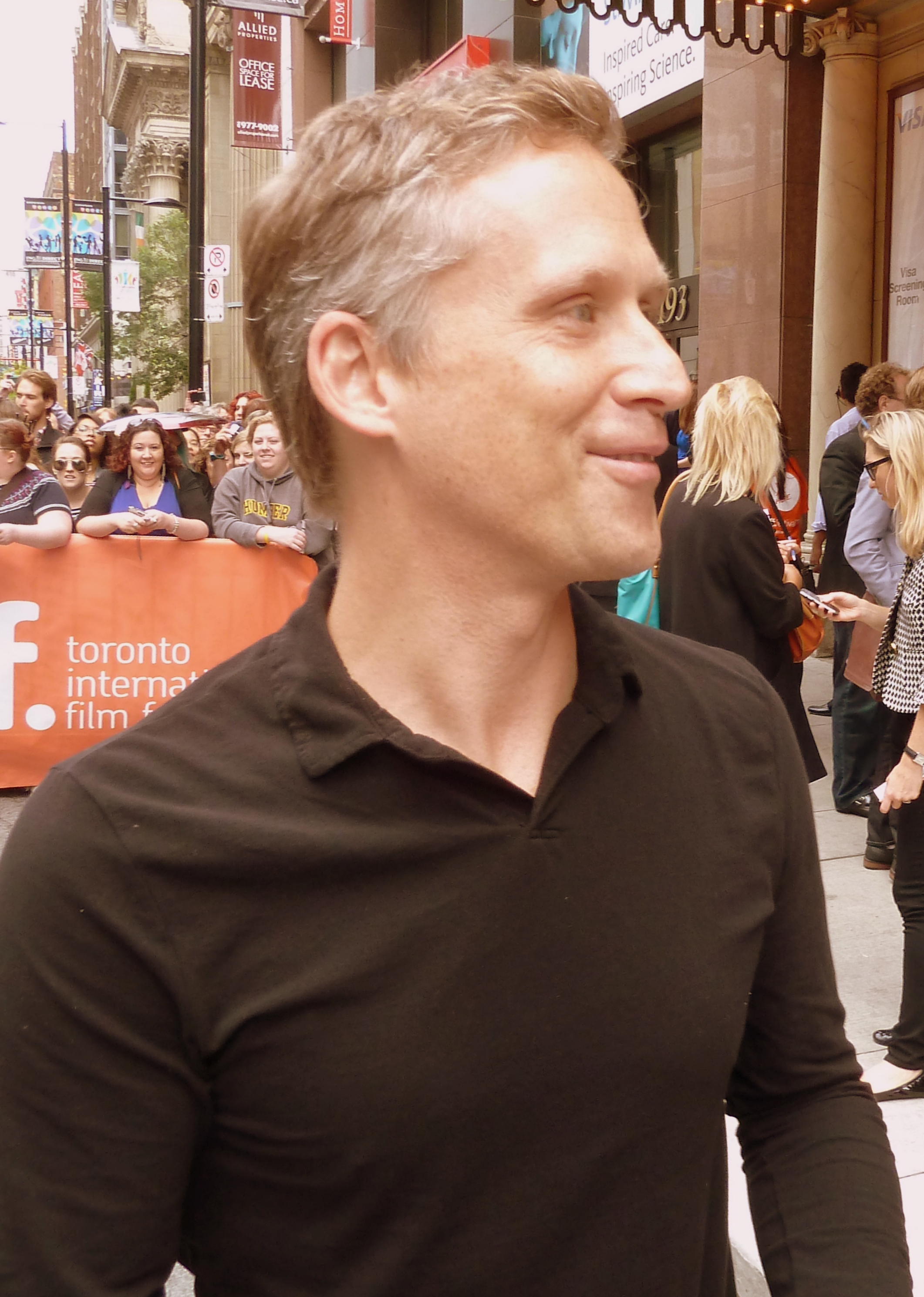
Reed Diamond

Reed Edward Diamond (Brooklyn (New York), 20 juli 1967) is een Amerikaans acteur.

## Biografie
Diamond is een zoon van een astrologe en een toneelregisseur, en in zijn kinderjaren zijn zijn ouders gescheiden en zijn moeder ging in Malvern (Pennsylvania) wonen en hij bleef bij zijn vader wonen. Diamond ging studeren aan de Universiteit van North Carolina te Chapel Hill in de jaren 80 en hierna leerde hij het acteren aan de Juilliard School in New York. Na zijn studie was zijn plan om bij de politie te gaan werken en heeft een tijdje een opleiding hiervoor gevolgd aan de politieacademie in Los Angeles. Later besloot hij om toch carrière te gaan maken als acteur. 
Diamond begon in 1988 met acteren in de televisieserie ABC Afterschool Specials. Hierna heeft hij nog meerdere rollen gespeeld in televisieseries en films zoals Memphis Belle (1990), Loving (1991), Clear and Present Danger (1994), Homicide: Life on the Street (1995-1998), Madison (2001), Judging Amy (1999-2003), Good Night, and Good Luck (2005), The Darkroom (2006), Dollhouse (2009-2010), 24 (2010) en Franklin & Bash (2011-2012). Voor zijn rol in de film Good Night, and Good Luck werd hij met de rest van de cast genomineerd voor de Screen Actors Guild Awards.
Diamond is van 1995 tot en met 1997 getrouwd geweest. In 2004 is hij opnieuw getrouwd en woont nu met zijn vrouw in Los Angeles. Diamond speelt gitaar in de band Chuck Valiant waar zijn huidige vrouw de zangeres is.

## Filmografie

### Films
Uitgezonderd korte films.
- 2024 The Way We Speak - als Charles (stem)
- 2023 Off Ramp - als Gavin
- 2022 Winter Ball - als Don Dunker
- 2020 Pearl - als Marty Siegel
- 2019 The Friend - als Peter
- 2017 Confessions of a Teenage Jesus Jerk - als broeder Miller
- 2012 Much Ado About Nothing – als Don Pedro
- 2011 Moneyball – als Mark Shapiro
- 2010 Firebreather  - als Barnes (stem)
- 2007 Bill – als Paul
- 2007 Adrenaline – als stem van Harvey
- 2006 New Old Capt. Undergarments – als de verslaggever
- 2006 My Wallet – als een man
- 2006 The Darkroom – als The Man
- 2006 Faceless – als Marcus Ambrose
- 2005 Berkeley – als Ralph
- 2005 Good Night, and Good Luck – als John Aaron
- 2004 Spider-Man 2 – als Algernon
- 2003 S.W.A.T. – als agent David Burress
- 2002 Scared Silent – als Doug Clifson
- 2002 Path to War – als dienstofficier
- 2001 Three Days – als Andrew Farmer
- 2001 The Breed – als Phil
- 2001 Madison – als Skip Naughton
- 2000 High Noon – als Harvey Pell
- 2000 919 Fifth Avenue – als Ben Constant
- 2000 Homicide: The Movie – als Mike Kellerman
- 1997 Indefensible: The Truth About Edward Brannigan – als Eddie Brannigan jr.
- 1996 Full Circle – als Harry Winslow
- 1995 Her Hidden Truth – als Clay Devereaux
- 1995 Assassins – als Bob
- 1995 Secrets – als Thomas Rafferty
- 1995 Awake to Danger – als Jeffrey Baker
- 1994 Clear and Present Danger – als baas van kustwacht
- 1993 Blind Spot – als Charlie
- 1993 Boy Meets Girl – als ??
- 1992 O Pioneers! – als Emil
- 1991 Ironclads – als Leslie Harmon
- 1990 Memphis Belle – als Sergeant Virgil Hoogesteger

### Televisieseries
Uitgezonderd eenmalige gastrollen.
- 2024 Law & Order: Organized Crime - als Noah Cahill - 2 afl.
- 2023 Orphan Black: Echoes - als Tom - 8 afl.
- 2022 - 2023 The Mosquito Coast - als Carter Albrecht - 4 afl.
- 2022 Gaslit - als Mark Felt - 2 afl.
- 2021 The Girl in the Woods - als Hosea - 7 afl.
- 2021 Leverage: Redemption - als Fletcher Maxwell - 2 afl.
- 2021 Bosch - als Vincent Franzen - 5 afl.
- 2020 13 Reasons Why - als Hansen Foundry - 7 afl.
- 2019 The Terror - als kolonel Stallings - 3 afl.
- 2018 The Purge - als Albert Stanton - 6 afl.
- 2016 - 2018 Designated Survivor - als John Forstell - 19 afl.
- 2014 - 2018 Agents of S.H.I.E.L.D. - als Daniel Whitehall - 9 afl.
- 2017 Feud - als Peter - 2 afl.
- 2016 Good Girls Revolt - als Gordy - 3 afl.
- 2016 Underground - als Tom Macon - 10 afl.
- 2015 Minority Report - als Henry Blomfeld - 5 afl.
- 2015 Wayward Pines - als Harold Balinger - 8 afl.
- 2014 - 2015 State of Affairs - als Jules - 3 afl.
- 2011 – 2014 Franklin & Bash – als Damien Karp – 40 afl.
- 2011 - 2013 The Mentalist - als Ray Haffner - 5 afl.
- 2012 - 2013 Bones - als FBI agent Hayes Flynn - 4 afl.
- 2012 Desperate Housewives - als Greg Limon - 2 afl.
- 2010 24 – als Jason Pillar – 8 afl.
- 2009 – 2010 Dollhouse – als Laurence Dominic – 13 afl.
- 2007 Journeyman – als Jack Vasser – 13 afl.
- 2006 Vanished – als Therapeut – 2 afl.
- 2004 – 2005 The West Wing – als dr. Mike Gordon – 3 afl.
- 1999 – 2003 Judging Amy – als Stuart Collins – 19 afl.
- 2002 – 2003 The Shield – als rechercheur Terry Cowley – 3 afl.
- 2002 Presidio Med – als Will Raymond – 2 afl.
- 2001 The Huntress – als Mike Kaputo – 3 afl.
- 1995 – 1998 Homicide: Life on the Street – als Mike Kellerman – 69 afl.
- 1993 Class of '96 – als Stephen Sinclair – 3 afl.
- 1991 Loving – als George Conner jr. - ? afl.

- Biblioteca Nacional de España: XX5421057
- Bibliothèque nationale de France: cb15034373g (data)
- International Standard Name Identifier: 0000 0000 0541 6372
- Library of Congress Control Number: no92019975
- Virtual International Authority File: 44584179
- WorldCat: E39PBJxcXDxfgbP87TfYr8qmh3